# Tanjungpura (Sungai Selan)
Tanjungpura is een bestuurslaag in het regentschap Bangka Tengah van de provincie Bangka-Belitung, Indonesië. Tanjungpura telt 1106 inwoners (volkstelling 2010).